# Слахи, Мохаммед Ульд
Мохаммеду Ульд Слахи (араб. محمدو ولد الصلاحي‎, англ. Mohamedou Ould Slahi; род. 31 декабря 1970, Росо) — мавританец, который содержался Соединенными Штатами Америки в тюрьме Гуантанамо без предъявления обвинений с 2002 года по 17 октября 2016 года. Слахи подвергался пыткам американскими силовиками.

## Биография
Мохамеду Ульд Слахи родился в городе Росо, Трарза, Мавритания. Мохамеду учился в университете в Германии по выигранному гранту. В начале 1990-х Слахи, после того как окончил университет, провел некоторое время в тренировочном лагере «Аль-Каиды» и воевал в Афганистане против коммунистического правительства на стороне, поддерживаемой США. После Мохамеду вернулся в Германию, потом попытался устроиться в Канаде, но вернулся в Мавританию в 2000 году.
В это время сорвался так называемый «заговор Миллениума», попытка совершить атаки сразу на несколько городов по всему миру, запланированная в сроки вблизи 1 января 2000 года. Главный фигурант дела — Ахмед Рессам посещал в Квебеке ту же мечеть, что и Ульд Слахи. Американские спецслужбы пытались представить Слахи вторым главным обвиняемым, но не смогли ничего доказать.
Однако для американских властей Слахи уже был в числе возможных подозреваемых, и после терактов 11 сентября им вновь заинтересовались. Двоюродный брат Мохаммеда — Абу Хафс был правой рукой Усамы бен Ладена. Слахи, в отличие от родственника, совершенно от властей не скрывался.
Ульд Слахи был схвачен в Мавритании американскими спецслужбами вскоре после терактов 11 сентября. Он утверждает, что перед отправкой в тюрьму Гуантанамо его допрашивали в Иордании и Афганистане. Слахи находился в тюрьме Гуантанамо с августа 2002 года, но ему не было предъявлено обвинения. По словам адвоката Нэнси Холландер, министр обороны США Дональд Рамсфельд приказал применить в отношении Мохамеду «специальные методы допроса».
Мохамеду был выпущен из Гуантанамо только 17 октября 2016, спустя более 14 лет заключения. После освобождения он вернулся в Мавританию.
29 января 2021 года в «New York Review of Books» вышло открытое письмо Слахи и шести других бывших заключённых Гуантанамо, призывающее нового президента США Джо Байдена закрыть лагерь.

## Дневник Гуантанамо
Мохаммед выучил английский язык, находясь в тюрьме, и написал 466 страниц своего дневника от руки. Его адвокаты передали рукопись журналисту Ларри Симсу, который редактировал книгу. Каждая страница должна была быть представлена военным цензорам. На протяжении нескольких лет книга находилась под запретом к публикации со стороны американских официальных лиц. Мемуары были опубликованы в 2015 году, когда Слахи все ещё содержался под стражей без предъявления обвинений.

## Фильм «Мавританец»
Мемуары стали основой для фильма. Проект был анонсирован в ноябре 2019 года. Съёмки начались 2 декабря того же года в Южной Африке. Изначально картина должна была называться «Узник 760», но в ноябре 2020 года получила окончательное название «Мавританец».
Премьера фильма состоялась 12 февраля 2021 года.